# Editorial Meteora
Meteora va ser una editorial catalana fundada l'any 2000 a Barcelona pels filòlegs Maria Dolors Sàrries i Jordi Fernando, provinents del món de l'ensenyament i de les arts gràfiques respectivament. Lola Anglada o la creació del paradís propi, un assaig biogràfic i artístic de la historiadora i crítica d'art Montserrat Castillo, sobre la figura de la il·lustradora i contista catalana Lola Anglada, va ser el primer llibre de Meteora.

## Història
L'Editorial Meteora va presentar-se al públic lector el 30 de novembre de 2000 amb tres col·leccions: una de biografies il·lustrades, «Vides i llegats», i dues de novel·la, «Papers de Fortuna» en català i «Tahona de letras» en castellà.
Va publicar obres relacionades amb la medicina complementària, llibres de fotografia artística i guies gastronòmiques i culturals. A partir del segon semestre de 2009, va oferir també els seus títols en format e-book a través dels portals habituals del llibre digital.
En total, Meteora va publicar uns 220 títols de fins a 140 autories, com ara: Joan Elies Adell, Anna Aguilar-Amat, Víctor Alexandre, Pilar Aymerich, Sara Bailac, Agustí Bartra, Mònica Batet, Sebastià Bennassar, Teresa Broseta, Àngel-O. Brunet, Esperança Camps, Llorenç Capellà, Antònia Carré-Pons, Antoni Clapés, Teresa Costa-Gramunt, Ricard Creus, Carles Duarte, Pau Faner, Ernest Farrés, Empar Fernández, Jaume Ferran, Feliu Formosa, Gemma Freixas, Jaume Fuster, Patrícia Gabancho, Gemma Gorga, Isidre Grau, Àngels Gregori, Gabriel Jackson, Teresa Juvé, Jordi Llavina, Nèstor Luján, Jordi de Manuel, Sònia Moya, Gabriel Pernau, Joan Perucho, Marta Pessarrodona, Agustí Pons, Josep Puigbó, Susanna Rafart, Antoni Real, Maria Carme Roca, David H. Rosenthal, Albert Salvadó, Ricard Salvat, Màrius Sampere, Joan Santanach, Francesc Santolaria, Isabel Segura, Jordi Valls, Antoni Vidal, Ester Xargay o Olga Xirinacs.
Editorial Meteora va publicar el seu darrer llibre —Morts al peu del Reial Alcàsser, de Teresa Juvé— el 31 de gener de 2022. L'editorial va cloure completament les seves activitats el mes de març de 2025, al cap de 25 anys de la seva creació.